# Rennerfelt
Rennerfelt är en svensk adlig släkt. 

## Historia
Släkten härstammar från Lojo socken i Nyland i Finland. Äldste kände stamfader är nämndemannen på Över-Immola i Remala by i Nummis kapellförsamling av Lojo socken, Mårten Remanen (nämnd 1516–1546).
Hans ättling i femte led, kvartermästaren vid Åbo läns kavalleriregemente sedermera överstelöjtnanten, Carl Carlsson (född omkring 1620 och död 1696), tillhörde länsmanssläkten Lojo och bar namnet Remanen efter byn Remala. Han adlades den 29 september 1652 i Stockholm av drottning Kristina med namnet Rännerfäldt. Han introducerades den 6 juni 1654 under nuvarande nummer 572.
Ätten uppflyttades den 11 mars 1778 i den då återinrättade andra klassen, riddarklassen, och immatrikulerades den 30 januari 1818 på Finlands Riddarhus under nummer 46 bland adelsmän, men utgick där på svärdssidan den 3 oktober 1906  En ättegren överflyttade till Sverige 1817 och fortlever. I Finland utslocknade ätten på svärdssidan den 10 mars 1906 samt på spinnsidan den 8 september  1927.

## Vapenbeskrivning
Skölden är vit med en beväpnad man som sitter på en kastanjebrun häst springande på ett grönt fält. I handen håller mannen med sabel i högsta hugg. På hjälmen står en blått standar mellan fyra lansar med blå och röda fanor. Ryttarmotivet har koppling till det nya namnet genom det att ränna häst betyder (förmå en häst att springa)

## Blasonering
| ”                                                                                 | En hwijt Sköld, der vthj en bewäpnat Man, sittiande på en Castaniebrun springande Häst, på ett gröndt fäldt, och hållandes Vthj handen en Sabel j högste hugg. Ofwan på Skölden en öpen Tornerehiälm, Crantzen och Hiälmtäcket, sampt Lööfwärcket medh huitt, rödt och blått fördeelt. Ofwan på hiälmen en blå Standar emillan fyra Lanser medh blå och röde favor; aldeles som sielfwe Wapnet här mitt opå, medh sine egäntlige färgor repræsenteradt och afmålat står. | „ |
| – Sköldebrevet i original, RHA. Transkription: Karin Borgkvist Ljung, 2017-01-25. | |   |